# Allium oporinanthum
Allium oporinanthum — вид квіткових рослин з підродини цибулевих (Allioideae). 

## Поширення
Ендемік пн.-сх. Іспанії, пд. Франції й пд.-зх. Італії.
Зростає на вапнякових затінених скелях.

## Морфологічна характеристика
Цибулина яйцеподібна, 10–18 × 8–13 мм, зовні темно-бура, всередині білувата. Стебло випростане, циліндричне, жорстке 25–60 см заввишки. Листків чотири, від пласких до напівциліндричних, гладкі, 15–40 см завдовжки й 4–5 мм завширшки. Суцвіття малоквіткове (5–18 квіток). Оцвітина дзвоникоподібна. Листочки оцвітини зелено-жовтуваті з коричнево-пурпуруватою смужкою й коричнево-пурпуруватою середньою жилкою, довгасто-еліптична, закруглена на верхівці, 5.5–6 × 2.3–2.8 мм. Тичинки нерівні; пиляки білуваті. Зав'язь довгаста й зелена. Коробочка тристулкова, майже куляста, 5–5.7 × 5–6 мм. 2n=32.